# Jaime Bassa

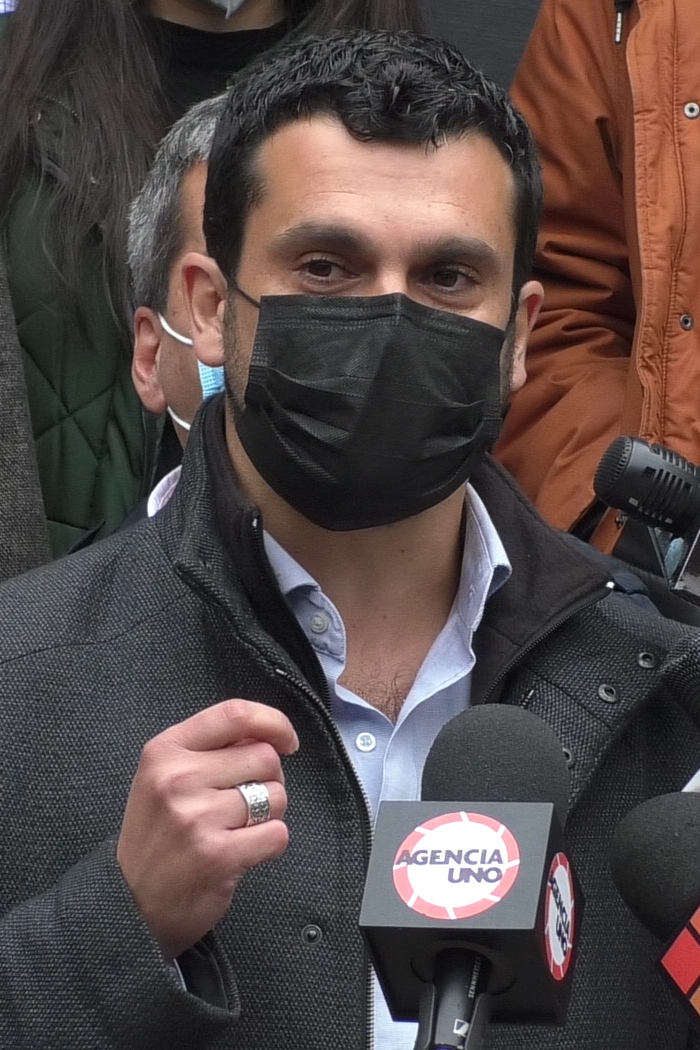
Bassa (2021)

Jaime Andrés Bassa Mercado (* 31. März 1977 in Santiago de Chile) ist ein chilenischer Anwalt und Politiker. Von 2021 bis 2022 war er Mitglied der Verfassunggebenden Versammlung Chiles, vom 4. Juli 2021 bis zum 5. Januar 2022 war er deren 1. Vizepräsident.

## Frühes Leben
Bassa wurde in der chilenischen Hauptstadt Santiago geboren. Nach seinem Schulabschluss begann er, Jura an der Päpstlich Katholischen Universität von Chile zu studieren, und erhielt nach Abschluss seines Studiums die Anwaltszulassung. Schon zu Studentenzeiten war Bassa politisch interessiert und trat bei Studentenwahlen 1997 auf einer der Partido Demócrata Cristiano und der Partei Renovación Nacional nahe stehenden Liste an. Einer seiner Kollegen auf der Liste ist der Kandidat bei der Präsidentschaftswahl 2021 der Koalition Chile Vamos, Sebastián Sichel. Beide konnten jedoch kein Mandat gewinnen. In den folgenden Jahren studierte Bassa weiter und erhielt einen Magister in Rechtswissenschaften von der Universidad de Chile sowie einen Magister in Philosophie von der Universidad de Valparaíso. Zuletzt promovierte er an der Universität Barcelona.
Nach Ende seines Studiums erhielt Bassa eine Stelle als Professor für Verfassungsrecht an der Universidad de Valparaíso. Dort ist er auch Direktor des Instituts für Öffentliches Recht. Bassa galt als Kritiker der Chilenischen Verfassung von 1980 und setzte sich für die Schaffung einer neuen Verfassung ein. So schrieb er mehrere Bücher, die sich mit diesem Thema befassen, und wurde 2015 zu einem der Direktoren des Projektes Tu Constitución des Ex-Präsidenten Ricardo Lagos und setzte sich für die Aktion Marca tu Voto ein, die sich für die Schaffung einer Verfassunggebenden Versammlung einsetzte.

## Verfassunggebende Versammlung
Bei den Wahlen zur Verfassunggebenden Versammlung trat Bassa im 7. Wahldistrikt an, der unter anderem Valparaíso und Viña del Mar umfasst. Dabei trat er als unabhängiger Kandidat an, seine Kandidatur wurde jedoch von der Partei Convergencia Social unterstützt, auf deren Liste er innerhalb der Koalition Apruebo Dignidad antrat. Bassa erhielt bei der Wahl 13,1 % der Stimmen, die meisten aller Kandidaten im 7. Wahldistrikt, und zog somit in die Versammlung ein. Bei der ersten Sitzung der Versammlung wurde er im Dritten Wahlgang zum Vizepräsidenten der Versammlung gewählt, indem er 84 Stimmen der 155 Mitglieder erhielt. Somit teilte er während er ersten Sitzungen mit Elisa Loncón, der Präsidentin der Versammlung, die Aufgaben des Präsidiums, ehe dieses Ende Juli auf 9 Personen erweitert wurde. Als im Oktober 2021 die eigentliche Textarbeit der Versammlung begann, wurde Bassa Mitglied des Ausschusses für Politische Systeme, Regierung, die Legislative und das Wahlsystem. Im Januar 2022 endete seine Amtszeit als Vizepräsident, zu seinem Nachfolger wurde Gaspar Domínguez gewählt. Nach Abschluss der Versammlung war Bassa öffentlich um Zustimmung zum ausgearbeiteten Verfassungsentwurf, der jedoch bei einem Plebiszit von über 60 % der Bevölkerung Chiles abgelehnt wurde.